# Toxomerus valdesi
Toxomerus valdesi är en tvåvingeart som först beskrevs av Fluke 1950.  Toxomerus valdesi ingår i släktet Toxomerus och familjen blomflugor.
Artens utbredningsområde är Kuba. Inga underarter finns listade i Catalogue of Life.